# 古丈西站
古丈西站位于中华人民共和国湖南省湘西州古丈县古阳镇，是张吉怀高速铁路上的一座车站，2021年12月6日随张吉怀高速铁路开通而投入使用，由中国铁路广州局集团张家界车务段管辖，车站距古丈县城约2.7公里。

## 车站结构
古丈西站站房外观设计融入了特色鲜明的古丈元素，主色调为棕红色，象征红石林；天花板是灰白铝板条组合出古丈毛尖茶叶造型；屋顶弧线与翘脚，寓意土家吊脚楼；外观多层线条，取意红石林地质堆积演变，把“小而美”的“石林山海、古丈新韵”发挥到了极致。
古丈西站站房总建筑面积5000平方米，候车室950平方米，设2座站台和1座进出站地道。